# Lathys humilis meridionalis
Lathys humilis là một phân loài nhện trong họ Dictynidae.
Loài này thuộc chi Lathys. Lathys humilis meridionalis được Eugène Simon miêu tả năm 1874.

## Hình ảnh

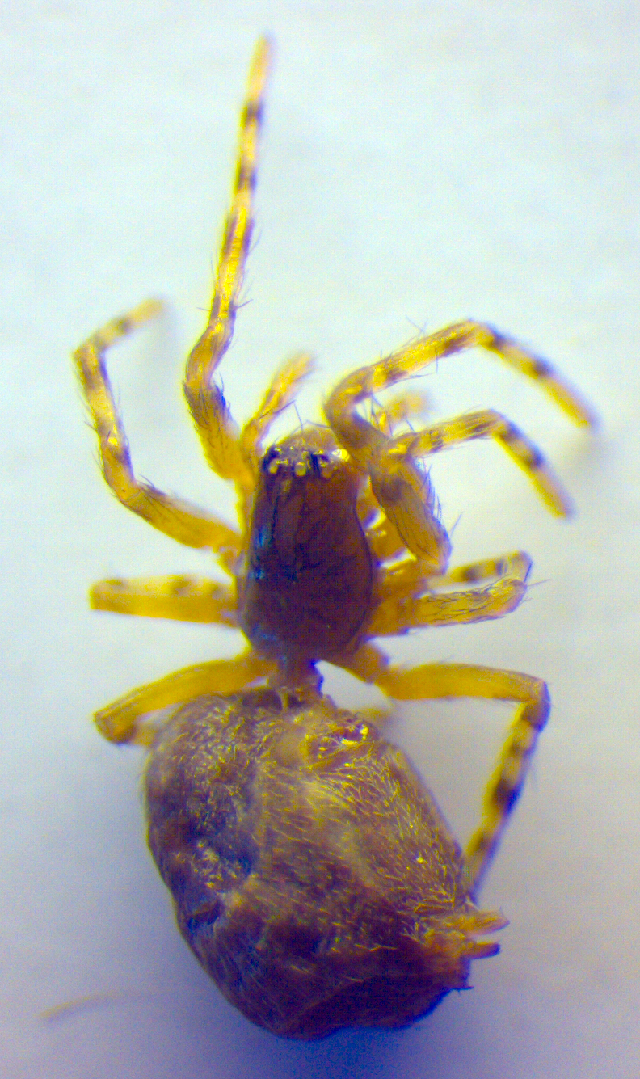